# Disco Twister
Disco Twister is een aangedreven draaiende indoorachtbaan in het Belgische Mega Speelstad. De attractie is van het model Typhoon gemaakt door EOS Rides.

## Beschrijving
Disco Twister heeft bijna geen hoogteverschil zitten in het traject wat veelal wel het geval bij achtbanen. Er wordt dus geen gebruik gemaakt van potentiële energie om de achtbaantrein in beweging te krijgen, maar enkel door elektrische energie. De baan is een kronkelvormige ellips en werd gebouwd in 2004 en werd in 2005 geopend. De achtbaan is tussen 2010-2011 even buiten gebruik geweest en is daarna weer in werking in het overdekte park. De achtbaan ligt wat verscholen in de kelder van het park. Tijdens de rit zijn er muziek- en lichteffecten aanwezig die doen denken aan discomuziek waar de draaiende karretje langs rijden. De baan is vrij kort en maakt 7 rondjes tijdens de rit om de ritduur te verhogen.